# Wilhelm Weißbrodt
Wilhelm Weißbrodt (ur. 1 maja 1836 w Sayn w Nadrenii, zm. 9 listopada 1917 w Braniewie w Prusach Wschodnich) – niemiecki filolog klasyczny, twórca jednego z najstarszych muzeów w Prusach Wschodnich.

## Życiorys
Wilhelm Weißbrodt uczęszczał do gimnazjum w Trewirze do roku 1857, a następnie studiował teologię katolicką. Od 1863 roku studiował filologię klasyczną w Teologicznej Akademii Pedagogicznej w Münster, na której w 1869 uzyskał doktorat na podstawie rozprawy o teorii rozwoju geminant (podwojonych spółgłosek) w języku łacińskim. We wrześniu 1869 roku został profesorem nadzwyczajnym filologii na wydziale filozofii Liceum Hosianum w Braniewie, od 1873 był profesorem zwyczajnym.
W epoce wilhelmiańskiej Weißbrodt był integralną częścią życia kulturalnego i społecznego Braniewa i był uważany za najpopularniejszą osobowość w mieście. Przez długi czas był członkiem zarządu Towarzystwa Politechnicznego (Polytechnischer Verein). Promował działalność charytatywną, działając aktywnie w organizacji Czerwonego Krzyża, w Stowarzyszeniu św. Wincentego i Patriotycznym Stowarzyszeniu Kobiet, gdzie przez 38 lat pełnił funkcję sekretarza. Za swoje zasługi otrzymał w 1892 tytuł Tajnego Radcy oraz liczne medale i nagrody.
Profesor Weißbrodt nigdy nie ożenił się.

## Utworzenie muzeum sztuki antycznej

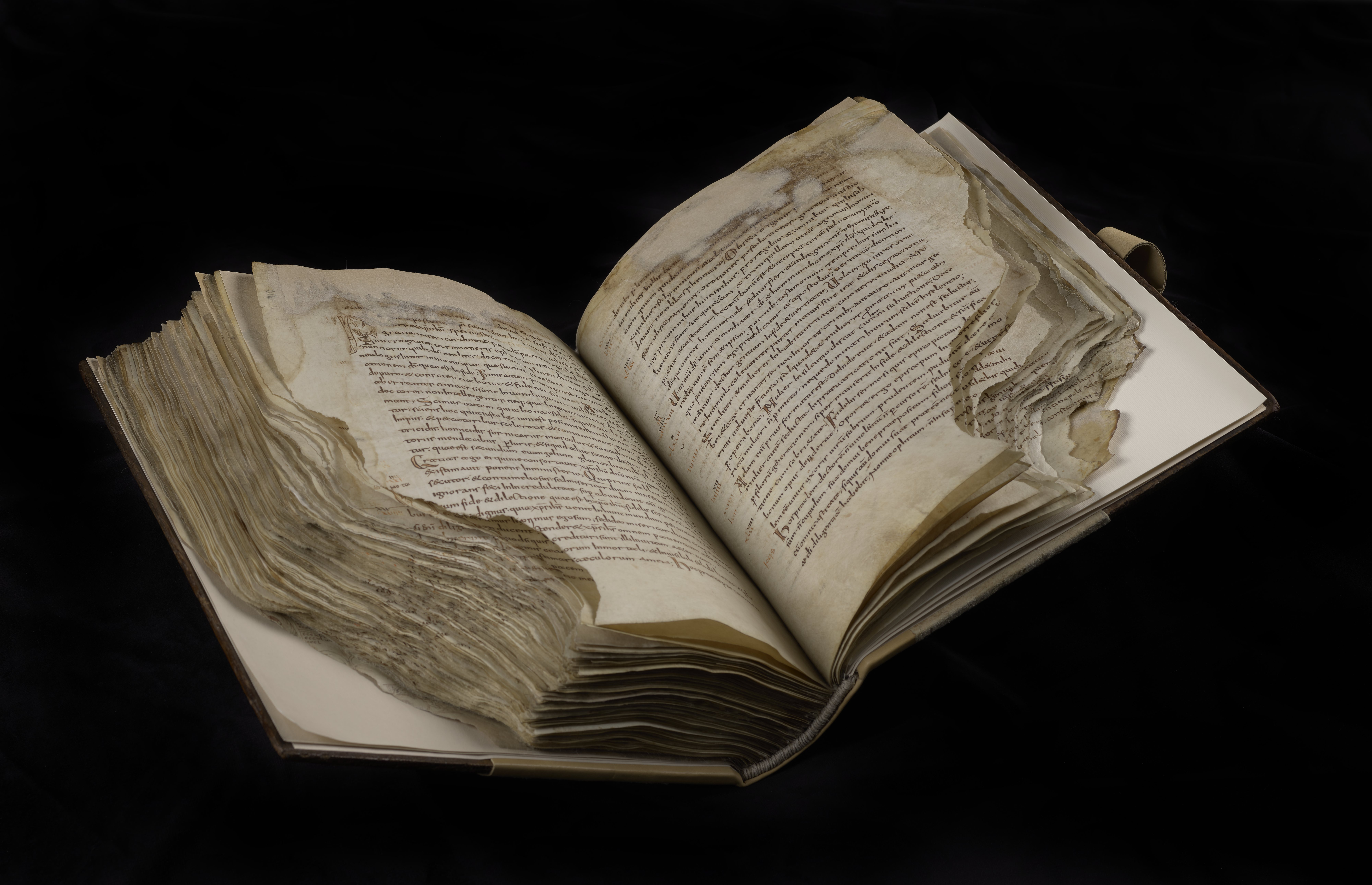
Biblia. Testamentum Novum cum prologis, pozyskana ok. 1900 przez prof. Weißbrodta – współcześnie najstarszy zabytek w Bibliotece Narodowej

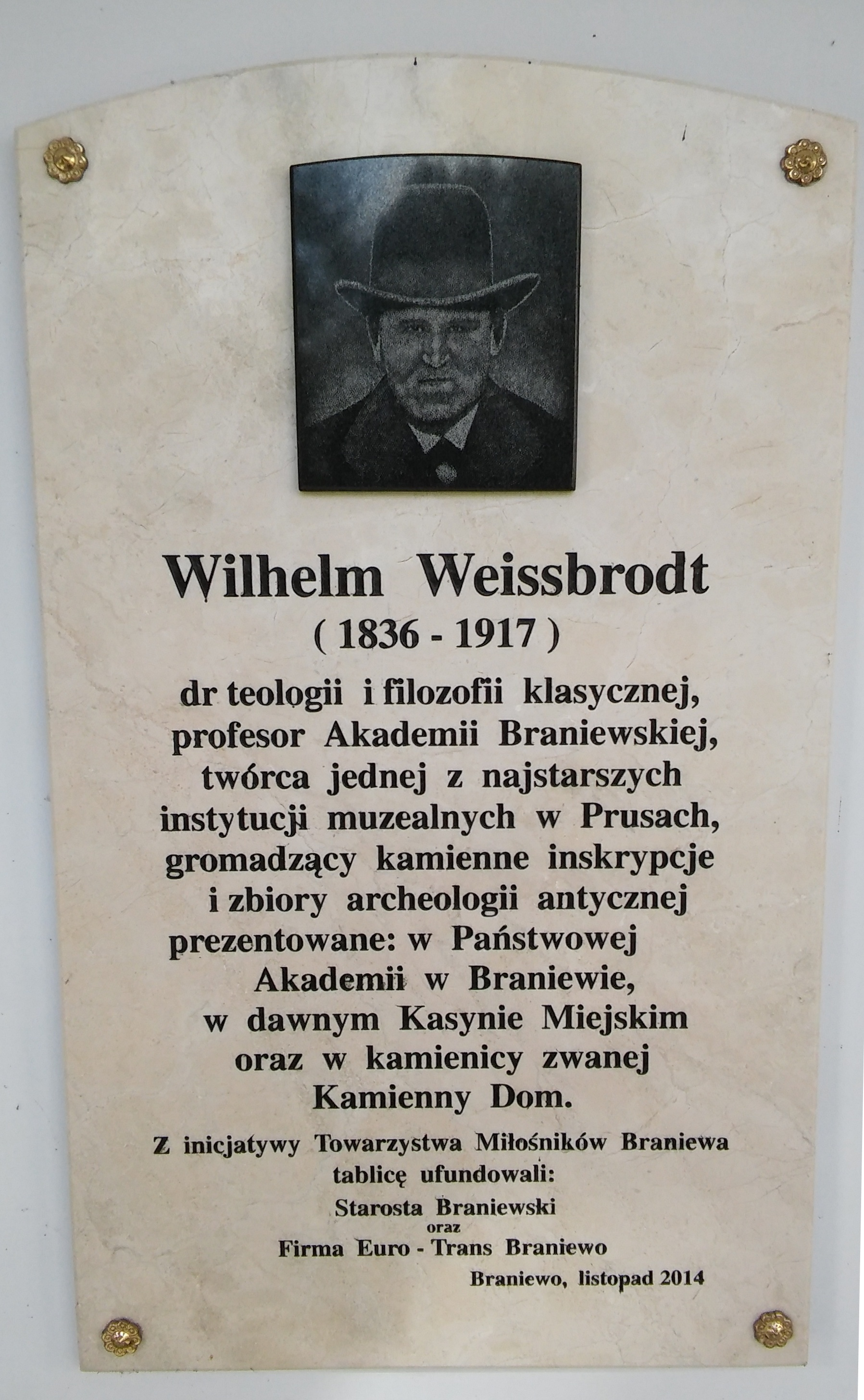
Tablica upamiętniająca profesora na budynku Akademii Braniewskiej

Przy braniewskim Liceum Hosianum Wilhelm Weißbrodt utworzył w 1880 jedno z najstarszych muzeów w Prusach Wschodnich Das Antik-Archäologische Kabinett am Lyceum Hosianum in Braunsberg. Pierwotnym zamysłem autora było stworzenie sali historycznej stanowiącej bazę dydaktyczną dla studentów uczelni, lecz dzięki gorliwości profesora z początkowo niewielkiego zbioru gipsowych odlewów powstało pokaźne muzeum sztuki antycznej. Wśród eksponatów zgromadził w nim oprócz odlewów wiele zabytkowych inskrypcji oraz znalezisk archeologicznych. Pod koniec życia profesora Weißbrodta katalog zbiorów liczył 1250 pozycji, z czego około połowa zbiorów była oryginałami. Jednym z najcenniejszych eksponatów, pozyskanym w 1900 przez prof. Weißbrodta do muzeum, była Biblia. Testamentum Novum cum prologis z VIII w., przechowywana obecnie w Bibliotece Narodowej.
Muzeum istniało aż do II wojny światowej. Po wojnie zbiory uległy rozproszeniu.
Kontynuacja tradycji muzealnych w mieście nastąpiła dopiero w 2016 roku, gdy w pierwszej lokalizacji muzeum utworzone zostało Muzeum Ziemi Braniewskiej.

## Literatura
- Berliner Beiträge zum Nachleben der Antike, Zeszyt 2, rok 2000. Das Antik-Archäologische Kabinett am Lyceum Hosianum in Braunsberg (Braniewo)